# ライジング
株式会社ライジング（RAIZING）は、かつて存在した日本のゲーム開発会社。自社ブランドによるアーケードゲームの製作、及び他社販売による家庭用ゲームの開発を行っていた。

## 概要
1993年（平成5年）3月、加賀電子の出身である藤澤知徳らによって、関連でゲームの販売を行うエイティングと共に設立された。
『魔法大作戦』シリーズを始め、『蒼穹紅蓮隊』や『バトルガレッガ』等、質の高いシューティングゲームを数多く開発し、ゲームファンの支持を得た。その作品の多くは、東亜プラン倒産直前にライセンスを受けたとされるハードウェア上で動いている。ケイブやタクミコーポレーションのように東亜プランから移籍したスタッフも存在し、後に漫画家となる井上淳哉もガゼル退社後にライジングへ移籍する予定であった。
2000年10月1日、株式会社エイティングに吸収合併され解散。

## 主なゲーム
※基本的にクレジットは「8ing/RAIZING」表記である。特記事項のないものの総発売元はエイティング。
- 魔法大作戦シリーズ 
  - 魔法大作戦 - 発売はエイブルコーポレーション
  - 疾風魔法大作戦
  - グレート魔法大作戦 - 発売はカプコン
- バトルガレッガ
- 蒼穹紅蓮隊
- アームドポリス バトライダー
- バトルバクレイド - クレジットは8ingのみ。発売はエイブルコーポレーション[要出典]
- ブラッディロアシリーズ(2まで）
- オーバキューン - 発売はナムコ（後のバンダイナムコゲームス）。
- BRAVE BLADE - 基板提供および発売はナムコ。
- 1944 THE LOOP MASTER - 発売はカプコン。実質的な開発作品だが、クレジットはサポート扱い。『プロギアの嵐』と同ケース。
- ゴルゴ13シリーズ - 全作の基板提供および発売はナムコ
  - ゴルゴ13 奇跡の弾道 - ライジングのブランド名が表記された最後のゲーム。
  - ゴルゴ13 銃声の鎮魂歌 - ライジングが開発した最後のゲーム。2001年発売のため、クレジットは8ingのみ。

## 主な在籍者
- 外山雄一 - コンパイルより移籍。ライジングが吸収された後もしばらくエイティングに残ったが、後にタイトーへ。
- 矢川忍 - 創業者と同じく加賀電子より移籍。後にケイブへ。
- 並木学 - NMKより移籍。後にベイシスケイプ→M2へ移籍した後、現在はグリッドに在籍。
- 武内崇 - 外山と同じくコンパイルより移籍（ただし武内は、同社が和議申請した後になる）。在籍中に同人サークルとして『TYPE-MOON』を立ち上げ、2003年に事実上の法人会社『ノーツ』を設立。